# Parafia św. Bartłomieja w Gliwicach
Parafia św. Bartłomieja w Gliwicach – rzymskokatolicka parafia w Gliwicach, należąca do dekanatu Gliwice w diecezji gliwickiej.

## Historia
Pierwsza historyczna wzmianka o mieście Gliwice datowana jest na 14 czerwca 1276. Parafia św. Bartłomieja, uważana za jedną z najstarszych na Górnym Śląsku, powstała w XIII w. w sąsiedniej wsi Szobiszowice, którą 1 kwietnia 1897 roku przyłączono do Gliwic. Przybliżony czas powstania parafii możemy ustalić dzięki dyplomowi rycerza Paszka Warmuntowica, dziedzica Szobiszowic, wystawionego 17 września 1297. Mimo że istnienie parafii jest potwierdzone dopiero w 1447 roku, nie ma podstaw, by twierdzić, że dokument Paszka jest mało wiarygodny.
Przyjmuje się, że inicjatorami budowy kościoła byli templariusze. Pierwszy budynek był drewniany. Parafia w początkach istnienia swym zasięgiem obejmowała dzisiejszą Szałszę, Żerniki i tzw. Zatorze. Obecny kościół powstał w XV wieku. Zbudowany został w stylu romańskim, jednak jego wieża zamiast hełmu jest wykończona blankami.
W 1719 parafia liczyła 600 osób, a tylko 5 z nich nie było katolikami. W 1821 liczba wiernych zwiększyła się do 2 tysięcy. Gdy w 1897 roku Szobiszowice stały się częścią Gliwic, liczyły już 17 tysięcy mieszkańców. Pojawiła się konieczność wybudowania nowego kościoła, zwłaszcza że domagał się tego również zły stan techniczny dotychczasowego budynku.
Pierwszym inicjatorem budowy nowego kościoła był ks. Antoni Ledwoch. Jednak zebrane przez niego fundusze pozwalały jedynie na przeprowadzanie remontów w dotychczasowej świątyni. Po kilkudziesięciu latach, dzięki staraniom kolejnych proboszczów oraz parafian, ks. J. Stryczek zwrócił się do władz miasta o pozwolenie na budowę kościoła. Nowy kościół powstał w latach 1907–1911. Autorem projektu był Ludwig Schneider z Wrocławia. Uroczysta konsekracja odbyła się 14 maja 1911, Mszy inauguracyjnej przewodniczył kardynał Georg Kopp. Pierwszym proboszczem był ks. Józef Stryczek.
Kościół zbudowany w stylu neogotyckim na planie krzyża łacińskiego, mogący pomieścić 6 tysięcy wiernych, był największą budowlą sakralną tamtych czasów na Śląsku. Charakterystycznym elementem była prawie stumetrowa czworoboczna wieża zwieńczona 6-metrowym krzyżem.
Gdy w 1945 roku parafię włączono do administracji Śląska Opolskiego, ówczesny proboszcz Harald Weinert zwrócił się z prośbą do jezuitów o przysłanie księdza, który głosiłby kazania w języku polskim i opiekował się Polakami napływającymi ze Wschodu. Jezuici byli obecni w parafii do 1994 roku. Po przejęciu funkcji proboszcza przez A. Plutę, przenieśli się do nowo wybudowanego sanktuarium poświęconego Matce Boskiej Kochawińskiej na osiedlu Kopernika.
W początkach lat dziewięćdziesiątych parafia była największą w diecezji gliwickiej, licząc 37 tysięcy mieszkańców. Po odłączeniu się osiedla Kopernika liczy około 20 tysięcy parafian. Obecnie trwają prace przy budowie nowego kościoła na osiedlu Obrońców Pokoju.

## Proboszcz
- ks. Andrzej Pluta 1994–2015
- ks. Waldemar Niemczyk 2015–

## Cmentarze
Cmentarz parafialny przy ul. św. Wojciecha (na terenie parafii Miłosierdzia Bożego)

## Księgi metrykalne
Parafia prowadzi księgi chrztów od 1656 roku, ślubów od 1677 roku i zgonów od 1704 roku.